# Fuld-kontakt karate
Fuld-kontakt karate er enhver form for karate, hvor konkurrenterne sparrer (også kaldet kumite, eller kamp ) fuld kontakt og tillader knockout som vinderkriterium.   

## Historie
Fuld-kontakt karate konkurrencer kommer i flere forskellige formater, som er blevet udviklet til karate på forskellige tidspunkter, ved forskellige steder. Nogle udviklede sig uafhængigt, andre udviklede sig ud fra andre fuldkontaktregelsystemer eller fra lette kontaktregelsystemer.
Der er ingen større samlende organisationer i nogen af de forskellige formater, og regelerne kan variere meget mellem de mange sportsorganisationer. Nogle organisationer holder sig til ét sæt regler. Andre bruger flere regelformater side om side. Nogle har endda turneringer, der skifter regeler mellem runder af samme kamp. Nogle gange er forskellene mellem de forskellige regler store. 

## Forskellige formater

### Knockdown
En vigtig format inden for fuldkontaktkarate er kendt som knockdown karate eller undertiden japansk fuld-kontakt karate . Denne kampsport blev udviklet og pioneret i slutningen af 1960'erne af Kyokushin karateorganisationen i Japan, grundlagt af den koreansk-japanske Masutatsu Oyama (大山倍達 Ōyama Masutatsu). I kampene bærer konkurrenterne traditionelt ikke handsker eller kropsbeskyttelse udover skridtbeskyttere (selvom lokale regler nogle gange håndhæver undtagelser fra denne type beskyttelse), men det er kamp med bare knoer. At gribe og holde modstanderen, er ikke tilladt under de grundlæggende knockdown-karateregler, som bruges i Kyokushin, men er lejlighedsvis tilladt i nogle variationer, der bruges i andre stilarter, for eksempel bruger grib og kast brugt i Ashihara Karate, en gren ud fra Kyokushin..
Et point scores ved et knockout. Ved fejning og kontrolleret opfølgning gives der et halvt point, eller ved på anden vis synligt at sætte dem ude af stand til at spille. Medmindre der er en knockdown eller sweep, er kampen kontinuerlig, med afbrydelser kun for at bryde hvis kæmperne krammer, eller hvis kæmperne forlader kampområdet. I modsætning til amerikansk fuld-kontakt karate, eller pointkarate, tæller rene slag ikke i sig selv, da scoringen udelukkende afhænger af effekten af slagene, ikke af teknikkernes formelle eller stilistiske udseende. Uanset hvor perfekt en teknik udføres, vil den ikke score et point, medmindre den synligt påvirker modstanderen. På samme måde, hvis en teknik viser en synlig effekt, er det ligegyldigt, om den udføres på en måde, der anses for ringere.
Almindelige, mindre variationer af de grundlæggende knockdown-regler inkluderer Ashihara Karate og Enshin Karate knockdown-regler, der tillader greb, for at udføre kast for at score point. Der findes mange andre variationer, nogle så omfattende, at de ikke længere kan klassificeres som knockdown-regler, og adskillige andre grene af full-kontakt karate  (typisk inkluderet i grupperne "handskede", "MMA-inspirerede" og "andre") stammer fra en sådan variation af Knockdown-karatereglerne.
Selvom dette sportsformat originalt stammer fra Kyokushin karateorganisationen, har det spredt sig indtil nu, og det bruges af mange karatestilarter og organisationer. Karatestilarter, der omfavner disse regler, kaldes ofte knockdown karatestilarter, og disse omfatter både organisationer, der stammer fra Kyokushin, såsom Shidōkan Karate, Ashihara Karate, Enshin Karate, Shindenkai og Seidokaikan (den stilart, der opstod fra K-1 ), samt stilarter, der stammer uafhængigt af Kyokushin, såsom Ryukyukan fra Okinawa og Muso-Kai karate. (Muso-Kai startede med Shorin Ryu, Knockdown-stilarter fik stor indflydelse senere)

### Amerikansk fuld-kontakt karate
Et andet konkurrenceformat for fuld-kontakt karate er amerikansk fuld-kontakt karate, som blev udviklet i USA af Professional Karate Association i begyndelsen af 70'erne ved at låne regler, omgivelser og handsker fra boksning og tilpasse dem. Det er en kontinuerlig kamp, hvor kampen ikke afbrydes for pointgivning, men pointscorerne lægges sammen ved kampens afslutning. Det anvendte beskyttelsesudstyr er boksehandsker og ofte fodbeskyttere og skinnebensbeskyttere.
Det havde sin oprindelse, da Joe Lewis, en traditionel Shorin Ryu sortbælte, var skuffet over sin score i pointkarate og ville bevise, at kampsportsudøvere kunne kæmpe til knockout. For sin rolle i at promovere og organisere den første fuld-kontakt kamp betragtes Joe Lewis som faderen til amerikansk fuldkontaktkarate og fuld-kontakt kickboxing, begge vigtige forgængere for moderne mixed martial arts-kampe.
Amerikansk fuld-kontakt karate er tæt beslægtet med amerikansk kickboksning, og det er ofte vanskeligt at adskille de to sportsgrene. Som en retningslinje tillader ingen af dem spark under bæltet eller brug af knæ eller albuer.[kilde mangler]

### Bogu Kumite
Endnu en form for fuldkontaktkarate er Bogu kumite, som oftest forbindes med et par traditionelle Okinawa-karatestilarter som Chito-ryu, Isshin-ryu, Shorinji-ryu og Nippon Kempo . Dette format for kontinuerlig konkurrence bruger kraftig beskyttende udstyr for at undgå skader.
I begyndelsen var dette beskyttende udstyr baseret på hjelmen og rustningen fra japansk kendo med handsker til at beskytte knoerne mod hjelmens stålstænger, selvom der i moderne tid er udviklet mere specifik polstring. Selvom knockout er et vinderkriterium, reducerer beskyttelsesudstyret chancerne for det, og der gives normalt point for rene teknikker, der slår modstanderen omkuld.

### Andre
Andre sportsregler, herunder versioner, der tillader fuld kontakt med bare knoer mod det ubeskyttede hoved, findes, men er ofte små og uklare sammenlignet med de ovennævnte hovedformater.   
Eksempler på mindre systemer med fuld kontaktregel er Irikumi Go, som bruges af nogle Gōjū-ryū- organisationer (især International Okinawa Gōjū-ryū Karate-dō Federation og Jundokan Goju-Ryu-organisationen), og reglerne for Mumonkai Karate.  Kyokushinkan shinken shobu bruger en variation af knockdown karate med tynde handsker og tillader hovedstød, clinching og kast. Irikumi Go er en traditionel kontinuerlig kamp med fuld-kontakt, handsker og ansigtsslag, der bruges i Goju-ryu karate. Mumonkai bruger regler svarende til knockdown karate, men modificeret til at tillade hovedstød med beskyttende hovedbeklædning og tynde handsker.